# Hashim Saleh Al-Balushi
Hashim Saleh Mohammed Al-Balushi (Salalah, 15 ottobre 1981) è un calciatore omanita, attaccante del Salalah.

## Carriera

### Club
Comincia a giocare in patria, all'Al-Nasr. Nel 2004 passa al Dhofar. Nel 2005 si trasferisce in Qatar, all'Al-Shamal. Nel 2006 viene acquistato dall'Al-Wakrah. Nell'estate 2007 torna in patria, al Dhofar. Nel gennaio 2008 si trasferisce in Kuwait, all'Al Tadamon. Nell'estate 2008 torna in patria, all'Al-Suwaiq. Nel gennaio 2009 si trasferisce in Kuwait, al Kazma. Nell'estate 2009 torna in patria, al Dhofar. Nel 2011 passa all'Al-Shabab. Nel 2013 torna per la terza volta in carriera al Dhofar. Nel 2014 viene acquistato dal Salalah.

### Nazionale
Ha debuttato in Nazionale nel 2001. Ha partecipato, con la Nazionale, alla Coppa d'Asia 2004 e alla Coppa d'Asia 2007. Ha collezionato in totale, con la maglia della Nazionale, 74 presenze e 17 reti.